# 이재호 (1959년)
이재호(李載浩, 1959년 3월 11일~)은 대한민국의 정치인이다. 제7·9대 인천 연수구청장이다.
연수구의원, 인천광역시의원을 지냈다. 2014년 제6회 전국동시지방선거에서 연수구청장에 당선되었다. 2018년 연수구청장 선거에서 재선에 도전했지만 낙선하였다. 2022년 연수구청장 선거에 다시 한 번 연수구청장에 도전하였으며 재선에 성공했다.

## 학력
- 인천신광초등학교 졸업
- 상인천중학교 졸업
- 대헌공업고등학교 졸업
- ~2013년 인천대학교 건설환경관리공학과 학사

## 경력
- 2002년 7월~2006년 6월 제4대 인천광역시 연수구의회 의원(민선 3기, 인천 연수구 동춘1동 선거구, 무소속, 초선)
- 2002년 7월~2004년 6월 제4대 인천광역시 연수구의회 부의장
- 2006년 7월~2010년 6월 제5대 인천광역시의회 의원(민선 4기, 인천 연수구 제1선거구, 한나라당, 초선)
  - 제5대 인천광역시의회 건설교통위원회 간사
  - 인천 LNG 생산기지 가스누출사고 관련 특별위원회 위원장
  - 인천시 지방교통영향심의위원회 위원
  - 인천시 대중교통정책자문위원회 위원
  - 인천시 도시재정비위원회 위원
  - 인천광역시의회 한나라당 원내대표
  - 2009회계년도 결산검사 대표위원
- 2010년 7월~2014년 3월 제6대 인천광역시의회 의원(민선 5기, 인천 연수구 제1선거구, 한나라당→새누리당, 재선)
- 2010년 7월~2012년 6월 제6대 인천광역시의회 제2부의장
- 2014년 7월~2018년 6월 제7대 인천광역시 연수구청장(민선 6기, 새누리당→자유한국당, 초선)
- 2018년 자유한국당 인천광역시당 연수구 갑 당원협의회 위원장
- 2018년 12월~2020년 2월: 자유한국당 인천광역시당 연수구 갑 당원협의회 위원장
- 2019년 3월~2020년 2월: 자유한국당 황교안 당대표 특별보좌역
- 2021년 10월~2021년 11월: 국민의힘 홍준표 제20대 대통령 선거 예비후보 jp희망캠프 인천광역시 선대위원장
- 2021년 12월~2022년 1월: 국민의힘 인천을 살리는 선거대책위원회 선거대책본부 유세본부장
- 2022년 7월~: 제9대 인천광역시 연수구청장(민선 8기, 국민의힘, 재선)
- 2022년 7월~2024년 6월: 인천군수·구청장협의회장
- 2022년 9월~2024년 6월: 대한민국 시장·군수·구청장 협의회 공동 부회장

## 전과
- 오물청소법위반: 벌금 1,000,000원 - 1992년 5월 6일 선고[2]

## 역대 선거 결과
|  | 54.54% |

|  | 71.65% |

|  | 51.09% |

|  | 48.96% |

|  | 35.16% |

|  | 54.82% |